# الألعاب الأولمبية الصيفية 1904
مدينة سانت لويس الأمريكية كانت المحطة الثالثة للألعاب الأولمبية وقد أقيمت في الأول من يوليو حتى 23 نوفمبر (فترة طويلة) وبمناسبة المعرض العالمي نقلت الألعاب من شيكاغو إلى سانت لويس بقرار من الرئيس ثيودور روزفلت في ذكرى العيد المئوي لضم لويزيانا إلى الولايات المتحدة، ولم تنجح الدورة كما كان متوقعا لها، وسقطت فريسة الأطماع التجارية وشهدت غيابا أوروبيا كبيرا وهي لم تضم سوى 651 لاعباً ولاعبة (8 لاعبات) مثلوا 12 دولة، منهم 342 من الولايات المتحدة، فقد تخلف الكثيرون لصعوبة الانتقال وقطع المحيط الأطلسي ولأول مرة تدرج الملاكمة في الألعاب، وكان يسمح للملاكمة بخوض نزالات أكثر من وزن. ومن نجوم الدورة الأمريكي أرتشي هان الذي فاز بذهبية الـ 60 و 100 و 200 متر في ألعاب القوى، ومواطنه فريدريك لورز الذي فاز بالماراثون والذي التقطت له الصور مع آليس روزفلت ابنة الرئيس، والذي جرد من ذهبيته لأنه استقل سيارة خلال السباق ومنح توماس هيكس الذهبية، لكن بعدما تناول حقنتين من الأستريكينين المنشط والكونياك، ولم تكن فحوصات الكشف عن المنشطات موجودة. في هذه الدورة برزت إلى جانب آرتشي هان مواطنته ماري هوويل بفوزها بثلاث ذهبيات في رمي السهام ومواطنها الأمريكي هايد الذي حمل 5 ذهبيات وفضية، كما برز الكوبي، رامون فونست (أبرز لاعب سيف في المبارزة) ما زال اسمه خالدا حتى الآن.

## قائمة الميداليات
| ميداليات الألعاب الأولمبية الصيفية 1904 |                            |       |      |         |       |
| الترتيب                                 | الدولة                     | ذهبية | فضية | برونزية | مجموع |
| 1                                       | الولايات المتحدة الأمريكية | 80    | 86   | 72      | 238   |
| 2                                       | ألمانيا                    | 5     | 4    | 6       | 15    |
| 3                                       | كوبا                       | 5     | 3    | 3       | 11    |
| 4                                       | كندا                       | 4     | 1    | 1       | 6     |
| 5                                       | المجر                      | 2     | 1    | 1       | 4     |
| 6                                       | النمسا                     | 0     | 0    | 1       | 1     |
| 7                                       | اليونان                    | 1     | 0    | 1       | 2     |
| 8                                       | سويسرا                     | 1     | 0    | 1       | 2     |
| 9                                       | إيرلندا                    | 1     | 0    | 0       | 1     |
| 10                                      | المملكة المتحدة            | 0     | 1    | 1       | 2     |